# Hemirhagerrhis
Hemirhagerrhis is een geslacht van slangen uit de familie Psammophiidae.

## Naam en indeling
De wetenschappelijke naam van de groep werd voor het eerst voorgesteld door Oskar Boettger in 1893. Er zijn vier soorten, de groep werd lange tijd tot de familie Lamprophiidae gerekend. De slangen werden eerder aan andere geslachten toegekend, zoals Ablabes, Psammophylax, Amphiophis, Tachymenis en Coronella.

## Verspreiding en habitat
De slangen komen voor in delen van Afrika en leven in de landen Namibië, Botswana, Zuid-Afrika, Zimbabwe, Mozambique, Soedan, Somalië, Kenia, Tanzania, Oeganda, Malawi, Zambia, Congo-Kinshasa, Centraal-Afrikaanse Republiek, Ethiopië, Kameroen, Tsjaad, Niger, Burkina Faso, Togo en Angola.
De habitat bestaat uit droge savannen en tropische en subtropische droge en vochtige scrublands

## Beschermingsstatus
Door de internationale natuurbeschermingsorganisatie IUCN is aan drie soorten een beschermingsstatus toegewezen. De slangen worden beschouwd als 'veilig' (Least Concern of LC).

### Soorten
Het geslacht omvat de volgende soorten, met de auteur en het verspreidingsgebied.
| Naam                         | Auteur         | Verspreidingsgebied |
| ---------------------------- | -------------- | --- |
| Hemirhagerrhis hildebrandtii | Peters, 1878   | Soedan, Ethiopië, Somalië, Kenia, Tanzania |
| Hemirhagerrhis kelleri       | Boettger, 1893 | Soedan, Ethiopië, Somalië, Kenia, Tanzania |
| Hemirhagerrhis nototaenia    | Günther, 1864  | Namibië, Botswana, Zuid-Afrika, Zimbabwe, Mozambique, Soedan, Somalië, Kenia, Tanzania, Oeganda, Malawi, Zambia, Congo-Kinshasa, Centraal-Afrikaanse Republiek, Ethiopië, Kameroen, Tsjaad, Niger, Burkina Faso, Togo |
| Hemirhagerrhis viperina      | Bocage, 1873   | Angola, Namibië |